# 白晓光
白晓光（1966年—），山西怀仁人，汉族，中华人民共和国政治人物、中国兵器内蒙古一机集团董事长，中国共产党党员，第十二届全国人民代表大会内蒙古地区代表。
毕业于北京理工大学车辆工程专业。2013年，被选为全国人大代表。